# فرانسيس دى
فرانسيس دى (بالإنجليزية: Frances Dee)‏ هي ممثلة أمريكية، ولدت في 26 نوفمبر 1909 بلوس أنجلوس في الولايات المتحدة، وتوفيت في 6 مارس 2004 في الولايات المتحدة بسبب سكتة. بدأت مشوارها المهني سنة 1929.

## أعمال

### أفلام
- (1933) نساء صغيرات
- (1934) عبودية البشر
- (1936) تعال وخذها
- (1938) لو كنت ملك

## وصلات خارجية
- فرانسيس دى على موقع IMDb (الإنجليزية)
- فرانسيس دى على موقع ألو سيني (الفرنسية)
- فرانسيس دى على موقع تيرنر كلاسيك موفيز (الإنجليزية)
- فرانسيس دى على موقع أول موفي (الإنجليزية)
- فرانسيس دى على موقع قاعدة بيانات برودواي على الإنترنت (الإنجليزية)
- فرانسيس دى على موقع قاعدة بيانات الأفلام السويدية (السويدية)
- فرانسيس دى على موقع إن إن دي بي (الإنجليزية)
- فرانسيس دى على موقع ديسكوغز (الإنجليزية)
- فرانسيس دى على موقع قاعدة بيانات الفيلم (الإنجليزية)
- فرانسيس دى على موقع كينوبويسك (الروسية)